# CNIH1
CNIH1 (англ. Cornichon family AMPA receptor auxiliary protein 1) – білок, який кодується однойменним геном, розташованим у людей на короткому плечі 14-ї хромосоми. Довжина поліпептидного ланцюга білка становить 144 амінокислот, а молекулярна маса — 16 699.
| 10         |  | 20         |  | 30         |  | 40         |  | 50         |
| ---------- |  | ---------- |  | ---------- |  | ---------- |  | ---------- |
| MAFTFAAFCY |  | MLALLLTAAL |  | IFFAIWHIIA |  | FDELKTDYKN |  | PIDQCNTLNP |
| LVLPEYLIHA |  | FFCVMFLCAA |  | EWLTLGLNMP |  | LLAYHIWRYM |  | SRPVMSGPGL |
| YDPTTIMNAD |  | ILAYCQKEGW |  | CKLAFYLLAF |  | FYYLYGMIYV |  | LVSS       |

A: Аланін

C: Цистеїн

D: Аспарагінова кислота

E: Глутамінова кислота

F: Фенілаланін

G: Гліцин

H: Гістидин

I: Ізолейцин

K: Лізин

L: Лейцин

M: Метіонін

N: Аспарагін

P: Пролін

Q: Глутамін

R: Аргінін

S: Серин

T: Треонін

V: Валін

W: Триптофан

Задіяний у таких біологічних процесах, як транспорт, транспорт між ендоплазматичним ретикулумом і апаратом Гольджі. 
Локалізований у мембрані, ендоплазматичному ретикулумі, апараті гольджі.